# Aitajärvi (Jukkasjärvi socken, Lappland)
Aitajärvi är en sjö i Kiruna kommun i Lappland och ingår i Torneälvens huvudavrinningsområde. Aitajärvi ligger i Torneträsk-Soppero fjällurskog Natura 2000-område.